# Neferkara Neby
Neferkara III Neby, o Neferkara III fue un faraón de la Dinastía VII (c. 2171 a. C.), durante el primer periodo intermedio de Egipto.
El Viejo Orden se derrumba al final de la Dinastía VI y los nomarcas del Alto Egipto establecen la hegemonía sobre sus territorios. Este gobernante podría pertenecer también a un consejo temporal de mandatarios, constituido en un periodo de dificultades políticas o económicas. La situación en Menfis debía ser caótica pues Manetón comentó, según Julio Africano, que la dinastía se compuso de "70 reyes de Menfis, reinando 70 días".
Neferkara Neby posiblemente fue un hijo del faraón de la Dinastía VI Pepy II.
Su nombre se encuentra en:
- La Lista Real de Abidos
- Una inscripción del sarcófago de la reina Anjesenpepy
- Una inscripción de la entrada de la pirámide de Iput

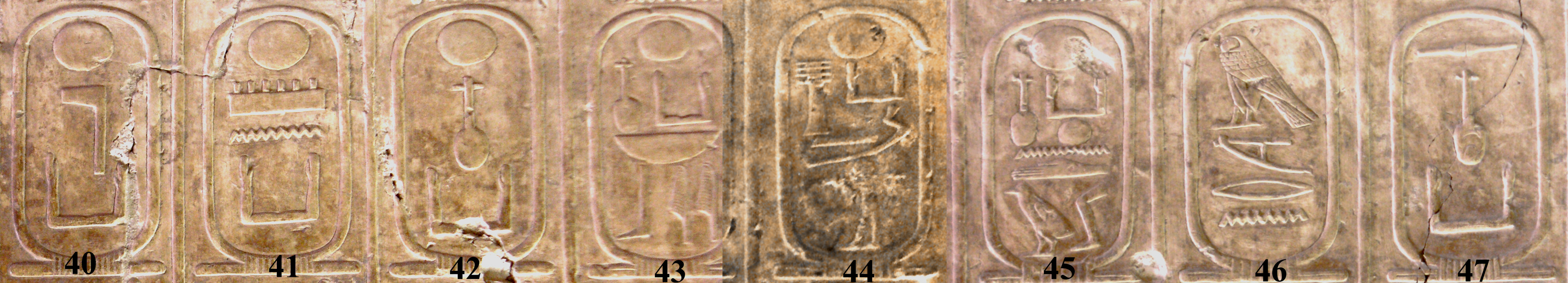
Lista Real de Abidos. Cartucho n.º 43.

## Titulatura
| Titulatura | Jeroglífico | Transliteración (transcripción) - traducción - (referencias) |

| ra | nfr | kA | nb | b | i | i |

| ra | nfr | kA | nb | b | i | i |

| ra | nfr | kA | nb | b | i | i |

| ra | nfr | kA | nb | b | i | i |

| ra | nfr | kA | nb | b | i | i |

| ra | nfr | kA | nb | b | i | i |

| ra | nfr | kA | nb | b | i | i |

| ra | nfr | kA | nb | b | i | i |

| ra | nfr | kA | nb | b | i | i |

| ra | nfr | kA | nb | b | i | i |

| ra | nfr | kA | nb | b | i | i |

| ra | nfr | kA | nb | b | i | i |

| ra | nfr | kA | nb | b | i | i |

| ra | nfr | kA | nb | b | i | i |

| ra | nfr | kA | nb | b | i | i |

| ra | nfr | kA | nb | b | i | i |

| ra | nfr | kA |

| ra | nfr | kA |

| ra | nfr | kA |

| ra | nfr | kA |

| ra | nfr | kA |

| ra | nfr | kA |

| ra | nfr | kA |

| ra | nfr | kA |

| ra | nfr | kA |

| ra | nfr | kA |

| ra | nfr | kA |

| ra | nfr | kA |

| ra | nfr | kA |

| ra | nfr | kA |

| ra | nfr | kA |

| ra | nfr | kA |

| nb | b | i | i |

| nb | b | i | i |

| nb | b | i | i |

| nb | b | i | i |

| nb | b | i | i |

| nb | b | i | i |

| nb | b | i | i |

| nb | b | i | i |

| nb | b | i | i |

| nb | b | i | i |

| nb | b | i | i |

| nb | b | i | i |

| nb | b | i | i |

| nb | b | i | i |

| nb | b | i | i |

| nb | b | i | i |